# Ligne d'Altkirch à Ferrette
La ligne d'Altkirch à Ferrette est une voie ferrée du Sundgau, dans le Haut-Rhin en Alsace. Elle relie les villes d'Altkirch et Ferrette de sa mise en service en 1892 à sa fermeture à tout trafic en 1968.
Elle constitue la ligne 134 000 du réseau ferré national.

## Tracé
La ligne d'Altkirch à Ferrette prend naissance par un embranchement, au point kilométrique (PK) 473,277, sur la ligne de Paris à Mulhouse. d'où elle rejoint le premier arrêt situé à Carspach au niveau du Sonnenberg. Puis elle continue vers Hirtzbach, avec une première gare rencontrée. Elle poursuit vers Hirsingue, où la gare était située près de l'usine Lang. De nombreuses installations ferroviaires étaient présentes notamment en raison du fret lié à l'activité industrielle proche. La ligne traverse ensuite la ville et continue son avancée jusqu'à Bettendorf avant de franchir l'Ill, et de poursuivre vers Henflingen. Avant la sortie du village, elle rejoint la route. La gare de Grentzingen est l'arrêt suivant avant Waldighoffen, où la ligne rejoint une autre reliant Saint-Louis à celle-ci. Enfin, les villages se succèdent, Roppentzwiller, Werentzhouse, là où la ligne entame un virage à 90 degrés et franchit une nouvelle fois l'Ill puis dessert l'arrêt Luppach. Enfin, elle se dirige vers le terminus à Ferrette.

## Histoire
Commencé en 1891 la ligne est mise en service en 1892, son inauguration ayant lieu le 4 janvier 1892
Le trafic voyageurs est supprimé en 1951 et celui des marchandises en 1968.

## Infrastructure
La ligne comportait divers ouvrages d'art, notamment pour traverser des cours d'eau, dont l'Ill, qui était traversé plusieurs fois à travers le parcours.

## Voie verte
Une voie verte de 4 km, la « voie verte de la vallée de l'Ill » est aménagée d'Hirsingue à Carspach.

## Galerie

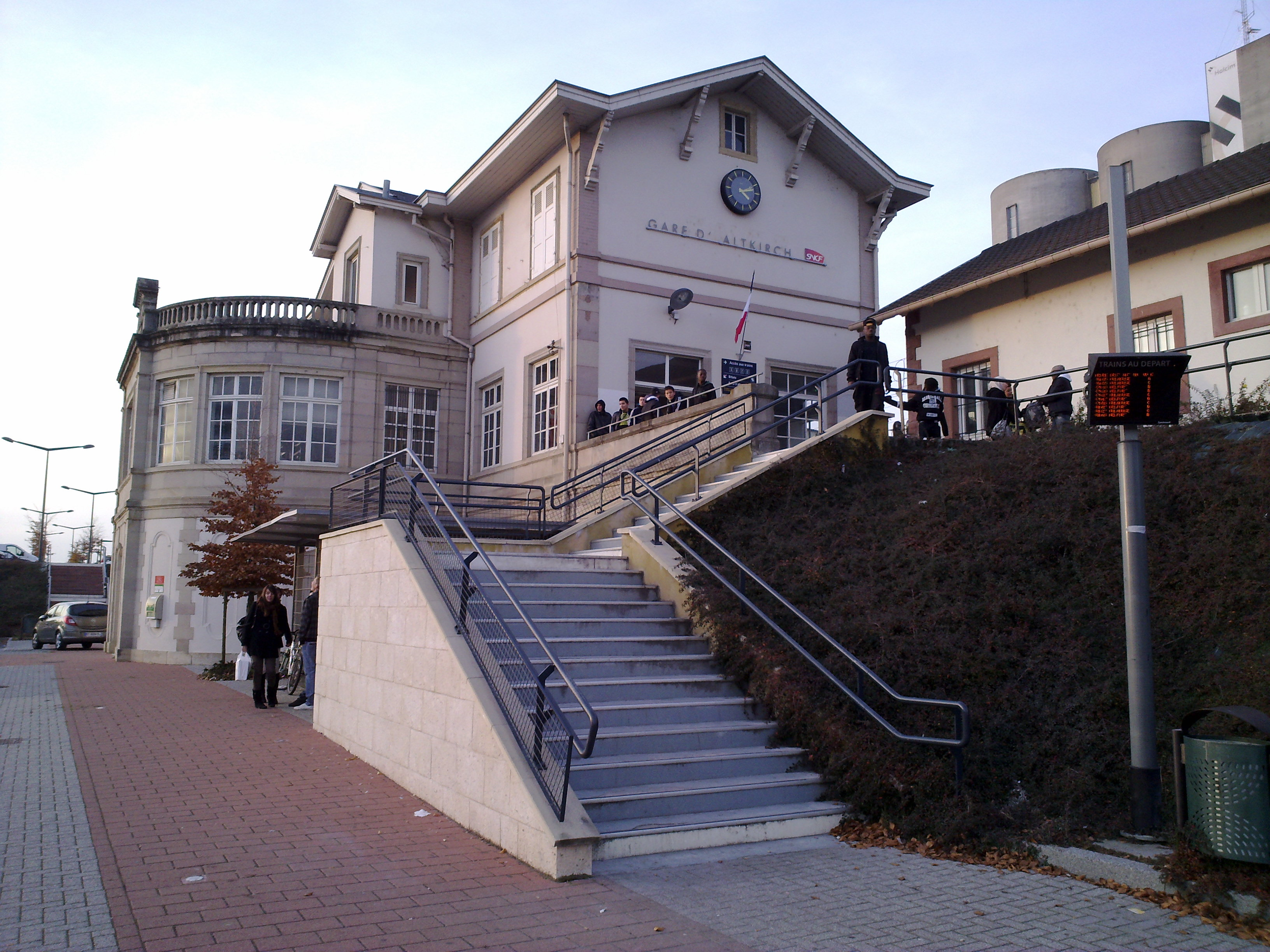
La gare d'Altkirch
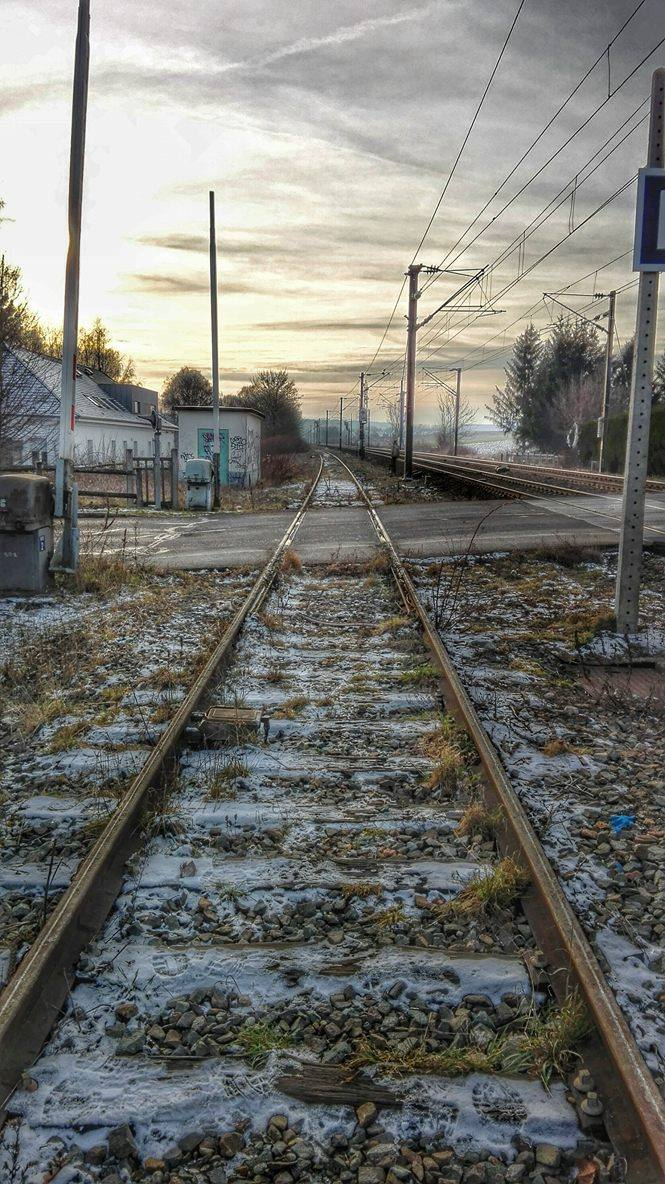
La ligne à la sortie d'Altkirch au niveau du quartier Plessier
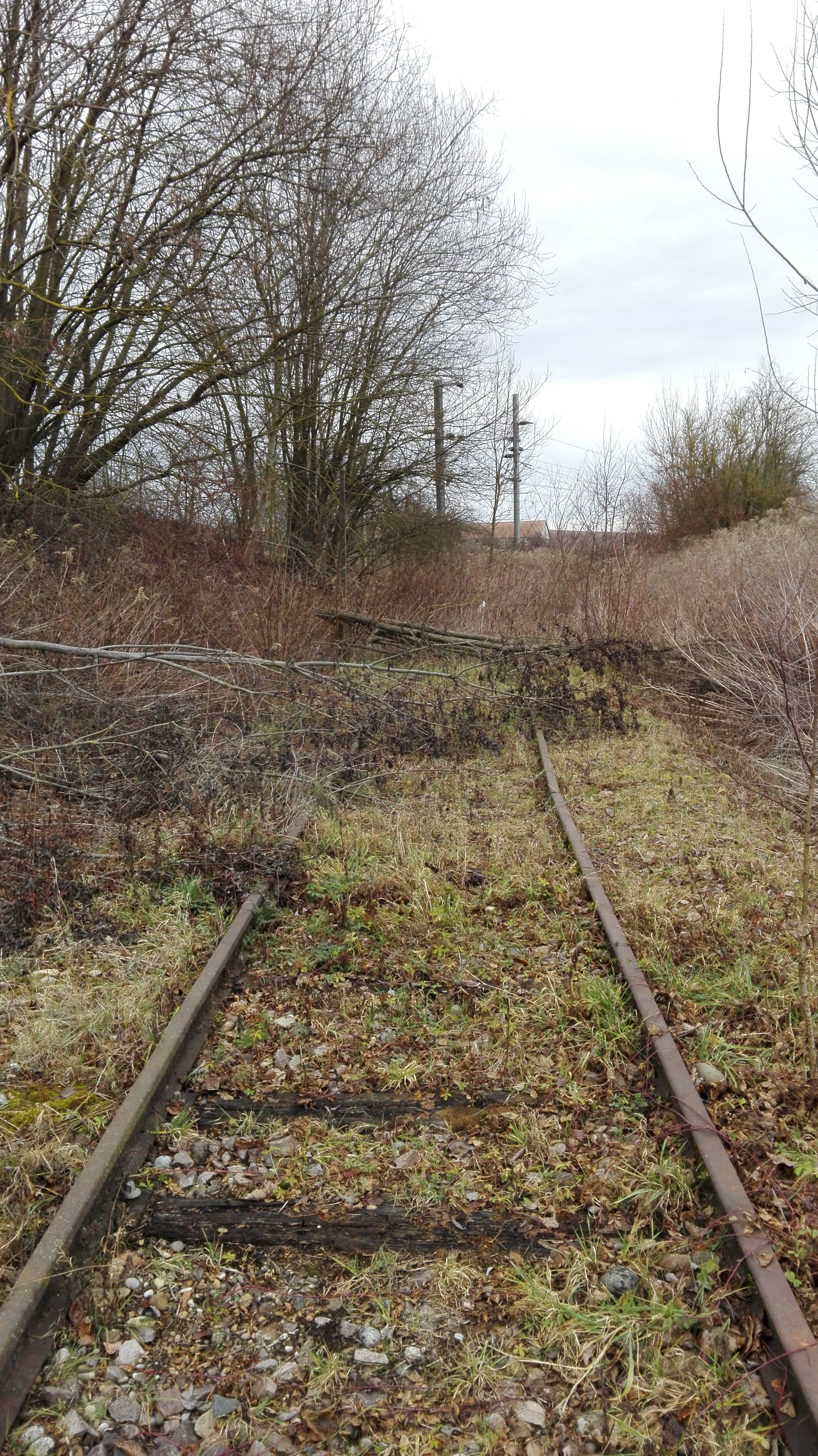
L'embranchement à Carspach recouvert de végétation
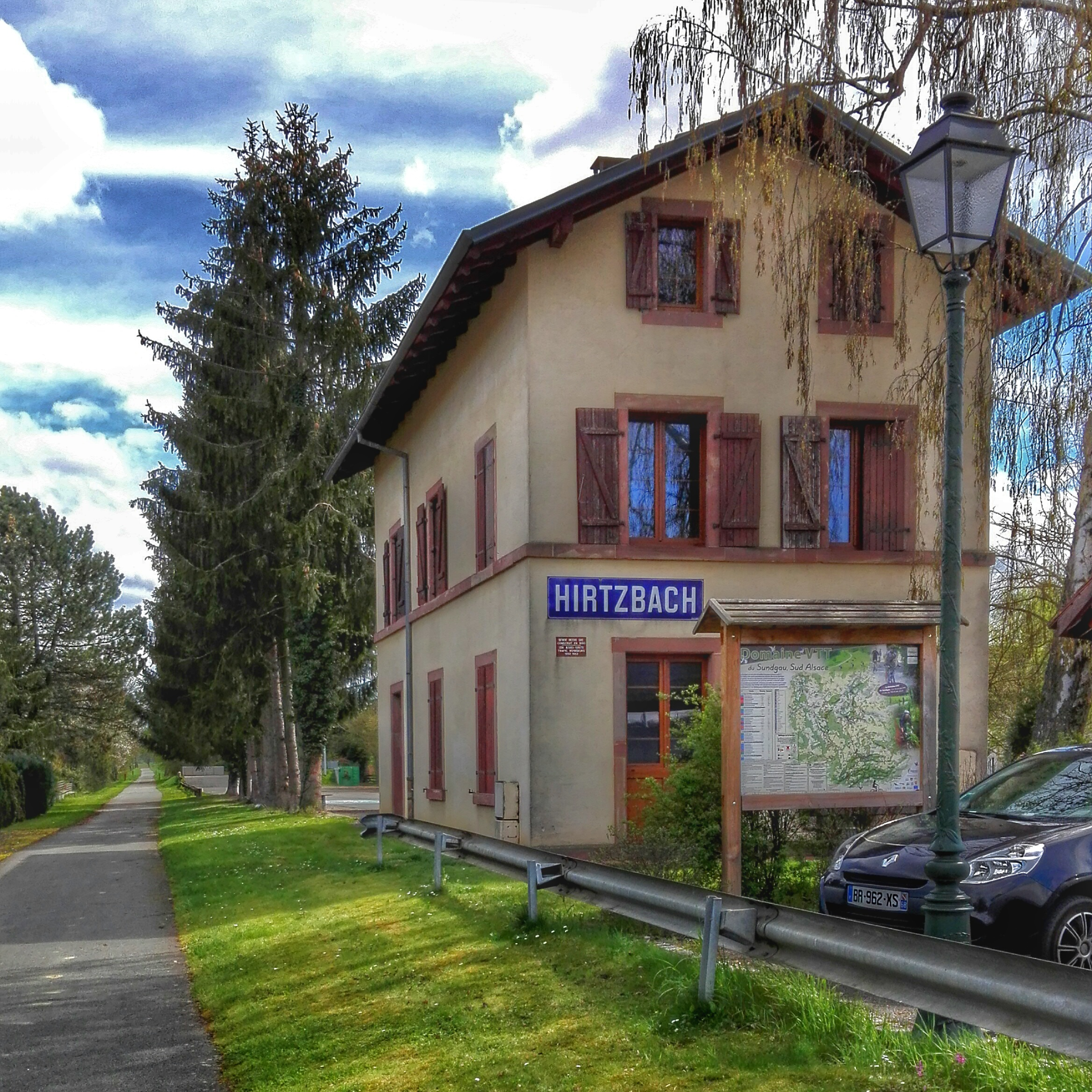
L'ancienne gare de Hirtzbach aujourd'hui appartenant à un privé.
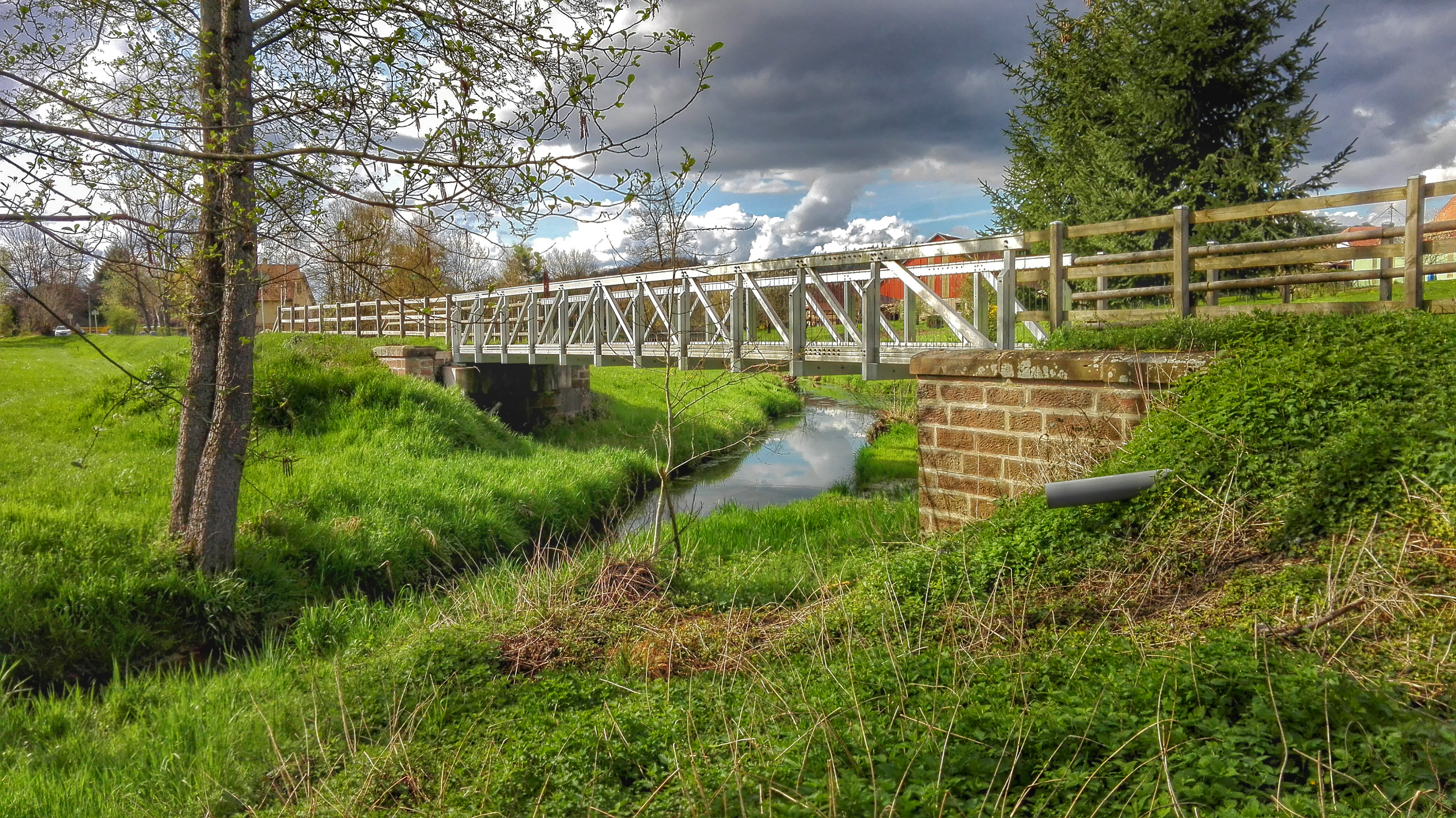
L'ancien pont ferroviaire aujourd'hui reconverti en piste cyclable.